# Mount Yuzhnaya
Mount Yuzhnaya (englisch; russisch Гора Южная Gora Juschnaja, deutsch ‚Südlicher Berg‘) ist ein Hügel im ostantarktischen Enderbyland. Er ragt östlich des Mount Norvegia auf der Ostseite der Condon Hills auf.
Russische Wissenschaftler benannten ihn. Das Antarctic Names Committee of Australia übertrug diese Benennung ins Englische.